# تپه چغا گچینه
تپه چغا گچینه مربوط به سده‌های اولیه دوران‌های تاریخی پس از اسلام است و در شهرستان اسلام‌آباد غرب، بخش حمیل، دهستان منصوری، ۲۲۰ متری شمال چغا خاکریز، ۶۲۰ متری شمال غرب روستای روتوند واقع شده و این اثر در تاریخ ۱۴ اسفند ۱۳۸۵ با شمارهٔ ثبت ۱۷۸۲۶ به‌عنوان یکی از آثار ملی ایران به ثبت رسیده‌است.